# 131186 Pauluckas
131186 Pauluckas este un asteroid din centura principală de asteroizi.

## Descriere
131186 Pauluckas este un asteroid din centura principală de asteroizi. A fost descoperit pe 16 februarie 2001 la Nogales de Paulo R. Holvorcem și Michael Schwartz. Asteroidul prezintă o orbită caracterizată de o semiaxă mare de 2,71 ua, o excentricitate de 0,12 și o înclinație de 4,5° în raport cu ecliptica.